# 알파치노의 은밀한 관계
알파치노의 은밀한 관계(The Humbling)는 이탈리아에서 제작된 배리 레빈슨 감독의 2014년 코미디, 드라마 영화이다. 알 파치노 등이 주연으로 출연하였고 배리 레빈슨 등이 제작에 참여하였다.
2014 토론토 국제영화제의 Special Presentations 부문과 제71회 베니스 국제 영화제의 Out of Competition 부문에서 상영되었다.

## 출연

### 주연
- 알 파치노
- 그레타 거윅

### 조연
- 다이앤 위스트
- 니나 아리안다
- 딜란 베이커
- 찰스 그로딘
- 댄 헤다야
- 빌리 포터
- 카이라 세드윅
- 릭키 폴 골딘
- 리 준 리
- 빅터 크루즈
- 마리아-크리스티나 올리베라스

## 제작진
- 원작자: 필립 로스
- 공동제작: 모니카 바카디
- 공동제작: 안드레아 레볼리노
- 공동제작: 지셀라 마렝고
- 미술: 샘 리센코
- 세트: 딜란 페틴글
- 의상: 김 윌콬스
- 배역: 베스 파이퍼